# Stefan Medina
John Stefan Medina Ramírez (ur. 14 czerwca 1992 w Envigado) – kolumbijski piłkarz występujący na pozycji prawego lub środkowego obrońcy, reprezentant Kolumbii, od 2017 roku zawodnik meksykańskiego Monterrey.

## Kariera klubowa
Medina jest wychowankiem akademii juniorskiej klubu Atlético Nacional z siedzibą w Medellín. Do seniorskiej drużyny został włączony jako osiemnastolatek przez szkoleniowca José Santę i w Categoría Primera A zadebiutował 12 grudnia 2010 w wygranym 2:1 spotkaniu z Deportes Quindío. Mimo młodego wieku szybko został podstawowym stoperem zespołu w wiosennym sezonie Apertura 2011 zdobył z Atlético Nacional swoje pierwsze mistrzostwo Kolumbii, a sam za sprawą podobnego stylu gry zaczął być porównywany do Andrésa Escobara. Częstsze sukcesy zespołowe zaczął osiągać jednak dopiero po przyjściu do klubu trenera Juana Carlosa Osorio. W 2012 roku zdobył krajowy puchar – Copa Colombia, a także superpuchar Kolumbii – Superliga Colombiana, zaś 28 lipca 2012 w przegranej 1:3 konfrontacji z Deportivo Cali strzelił pierwszego gola w lidze. W 2013 roku, będąc już jednym z najlepszych obrońców w lidze, zanotował aż trzy trofea; dwa mistrzostwa Kolumbii (w wiosennym sezonie Apertura 2013 i jesiennym Finalización 2013) oraz po raz drugi w karierze puchar kraju. Swoje czwarte, a zarazem trzecie z rzędu mistrzostwo zanotował z Atlético Nacional w sezonie Apertura 2014, wówczas także zajął drugie miejsce w superpucharze kraju.
Latem 2014 Medina za sumę czterech milionów dolarów przeszedł do meksykańskiego CF Monterrey. W tamtejszej Liga MX zadebiutował 19 lipca 2014 w wygranym 3:1 meczu z Universidadem de Guadalajara, od razu zostając podstawowym defensorem ekipy. Nie spełnił jednak do końca pokładanych w nim nadziei, wobec czego po upływie półtora roku został wypożyczony do zespołu CF Pachuca, w ramach rozliczenia za transfer Miguela Herrery. Tam został przekwalifikowany na prawego defensora, notując udane występy i 5 marca 2016 w zremisowanym 2:2 pojedynku z Dorados strzelił swoją premierową bramkę w lidze meksykańskiej. Już w pierwszym, wiosennym sezonie Clausura 2016 jako filar obrony zdobył z Pachucą mistrzostwo Meksyku, a w tym samym roku zajął również drugie miejsce w superpucharze kraju – Campeón de Campeones.

## Kariera reprezentacyjna
W 2009 roku Medina został powołany przez szkoleniowca Ramiro Viáfarę do reprezentacji Kolumbii U-17 na Mistrzostwa Świata U-17 w Nigerii. Tam pełnił rolę rezerwowego i wystąpił tylko w dwóch z siedmiu możliwych spotkań (z czego w jednym w wyjściowym składzie). Jego drużyna dotarła natomiast aż do półfinału w którym przegrała z późniejszym triumfatorem – Szwajcarią (0:4), zajmując ostatecznie czwarte miejsce w młodzieżowym mundialu.
W maju 2011 Medina znalazł się w ogłoszonym przez trenera Eduardo Larę składzie reprezentacji Kolumbii U-20 na prestiżowy towarzyski Turniej w Tulonie, gdzie jednak również występował głównie jako rezerwowy, zaś Kolumbijczycy triumfowali ostatecznie w tych rozgrywkach, pokonując w finale po rzutach karnych gospodarza rozgrywek – Francję (1:1, 3:1 k).
W seniorskiej reprezentacji Kolumbii Medina zadebiutował za kadencji selekcjonera José Pekermana, 10 września 2013 w przegranym 0:2 spotkaniu z Urugwajem w ramach eliminacji do Mistrzostw Świata. Ogółem podczas kwalifikacji do mundialu wystąpił w dwóch spotkaniach i był poważnie brany pod uwagę przy ustalaniu listy powołań na Mistrzostwa Świata w Brazylii, jednak wyjazd uniemożliwiła mu poważna kontuzja, której doznał w kwietniu 2014 w spotkaniu ligowym. W czerwcu 2016 został powołany na jubileuszowy, rozgrywany w Stanach Zjednoczonych turniej Copa América Centenario. Tam pozostawał jednak wyłącznie rezerwowym prawym obrońcą dla Santiago Ariasa i rozegrał dwa z sześciu możliwych meczów (jeden w wyjściowym składzie), natomiast jego uległa w półfinale późniejszemu triumfatorowi – Chile (0:2) i zajęła ostatecznie trzecie miejsce.

## Statystyki kariery

### Klubowe
| Atlético Nacional | 2010      | Kolumbia | Primera A | 1   | 0   | —   | 0       | —             | —  | —    | 1≤   | 0 |
| Atlético Nacional | 2011      | Kolumbia | Primera A | 28  | 0   | 7   | 0       | —             | —  | —    | 35   | 0 |
| Atlético Nacional | 2012      | Kolumbia | Primera A | 24  | 1   | 16  | 0       | —             | —  | —    | 40   | 1 |
| Atlético Nacional | 2013      | Kolumbia | Primera A | 33  | 2   | 5   | 0       | CS            | 8  | 0    | 46   | 2 |
| Atlético Nacional | 2014      | Kolumbia | Primera A | 7   | 0   | 2   | 1       | CL            | 6  | 0    | 15   | 1 |
| Monterrey         | 2014–2015 | Meksyk   | Liga MX   | 35  | 0   | 10  | 0       | —             | —  | —    | 45   | 0 |
| Monterrey         | 2015–2016 | Meksyk   | Liga MX   | 11  | 0   | 4   | 0       | —             | —  | —    | 15   | 0 |
| Pachuca           | 2015–2016 | Meksyk   | Liga MX   | 22  | 1   | 1   | 0       | —             | —  | —    | 23   | 1 |
| Pachuca           | 2016–2017 | Meksyk   | Liga MX   | 0   | 0   | 0   | 0       | LMC           | 0  | 0    | 0    | 0 |
| Ogółem            |           |          |           |     |     |     |         |               |    |      |      |   |
| Kolumbia          | Kolumbia  | Kolumbia | 93        | 3   | 30≤ | 1   | CS + CL | 14            | 0  | 137≤ | 4    |   |
| Meksyk            | Meksyk    | Meksyk   | 58        | 1   | 15  | 0   | LMC     | 0             | 0  | 73   | 1    |   |
| Ogółem            | Ogółem    | Ogółem   | Ogółem    | 151 | 4   | 45≤ | 1       | CS + CL + LMC | 14 | 0    | 210≤ | 5 |

- CS – Copa Sudamericana
- CL – Copa Libertadores
- LMC – Liga Mistrzów CONCACAF

### Reprezentacyjne
| Kolumbia | Kolumbia | 2013   | — | — | 2 | 0 | —  | — | — | 2 | 0 |
| Kolumbia | Kolumbia | 2014   | — | — | — | — | —  | — | — | 0 | 0 |
| Kolumbia | Kolumbia | 2015   | 1 | 0 | — | — | —  | — | — | 1 | 0 |
| Kolumbia | Kolumbia | 2016   | — | — | 3 | 0 | CA | 2 | 0 | 5 | 0 |
| Ogółem   | Ogółem   | Ogółem | 1 | 0 | 5 | 0 | CA | 2 | 0 | 8 | 0 |

- CA – Copa América